# Zatypota albicoxa
Zatypota albicoxa är en stekelart som först beskrevs av Walker 1874.  Zatypota albicoxa ingår i släktet Zatypota och familjen brokparasitsteklar. Arten är reproducerande i Sverige. Utöver nominatformen finns också underarten Z. a. meridicolor.